# Friedrich Schleiermacher

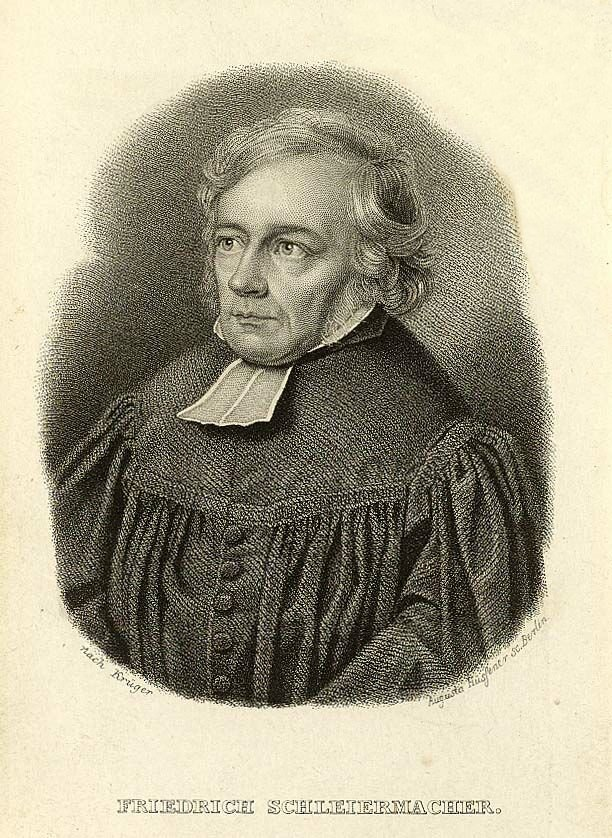
Friedrich Daniel Ernst Schleiermacher

Friedrich Daniel Ernst Schleiermacher (Breslau, 21 november 1768 - Berlijn, 12 februari 1834) was een Duitse gereformeerd theoloog, filosoof en pedagoog.

## Leven
Schleiermacher was de zoon van een gereformeerde kapelaan in het Pruisische leger. Zijn vader had op zijn reizen kennisgemaakt met en werd sterk aangetrokken door het piëtisme van de Moravische Broeders. In 1783 werd Friedrich dan ook naar Gnadenfrei gestuurd, een Moravische school in Niesky bij Dresden. In 1785 begon hij aan het Herrnhuter Seminarie in Barby. Hij raakte daar in gezelschap van onafhankelijk denkende jongeren, wier activiteiten leidden tot ondervragingen, straf en van school gestuurd worden. In 1787 verliet Schleiermacher Barby. Hij ging naar de Universiteit van Halle om de filosofie van Immanuel Kant te bestuderen en woonde bij de broer van zijn moeder in huis. Deze oom verhuisde twee jaar later en Schleiermacher ging met hem mee. In 1790 slaagde hij in Berlijn voor zijn examens te kunnen dienen in de Hervormde Kerk. Daarna werkte hij als leraar voor de adellijke familie Dohna in Schlobitten in Oost-Pruisen. Vervolgens werd hij in 1796 ziekenhuispredikant in Berlijn, en begaf zich daar onder de Berlijnse intelligentsia. Hij raakte enkele jaren betrokken bij romantische kringen. In 1802 werd hij hofpredikant. Schleiermacher was betrokken bij de oprichting van de Friedrich-Wilhelms-Universität in Berlijn (de tegenwoordige Humboldt-Universiteit).

## Werk
In 1799 publiceerde Schleiermacher zijn beroemdste werk, de Reden über die Religion. Dit werk is opgedragen an die Gebildeten unter ihren Verächtern. In een vijftal voordrachten probeert hij hierin zijn lezers bewust te maken van de waarde van het christelijk geloof.

## Hermeneutiek
Schleiermacher is vooral bekend vanwege zijn hermeneutiek: het interpreteren van teksten. Volgens Schleiermacher kan de interpretatie uit de tekst de innerlijke creatieve bedoeling van de schrijver reconstrueren, denken wordt zo gelijkgesteld aan taal. Door deze publicatie gaf hij een belangrijke impuls aan de ontwikkeling van de tekstkritiek als onderdeel van de filologie.
Schleiermacher onderscheidt taal en denken, grammatica en psychologie, objectief en subjectief verstaan, maar laat deze aspecten uiteindelijk samenvallen.
De grammaticale interpretatie is het afgrenzende moment, het analyseert het taalsysteem dat aan de tekst ten grondslag ligt. De psychologische interpretatie is er vervolgens op gericht tegen deze achtergrond de individualiteit van de gedachtegang inhoudelijk te begrijpen en deze als de uitdrukking van een individueel leven te verstaan. Het verstaan van de stijl (de technische interpretatie) kan nooit opgevat worden als een mechanisch toepassen van algemene regels.
De individuele stijl kan niet worden afgeleid uit bij voorbaat bekende regels, maar vereist een congenialiteit (geestverwantschap) van de zijde van de interpreet. De reconstructie is in die zin een creatieve herschepping. "Der Interpret müsse die Rede zuerst ebensogut und dann besser verstehen als ihr Urheber".

## Theologie
Volgens Schleiermacher bestaat de ware vroomheid niet uit weten, noch uit doen, maar uit intuïtie en ervaring. Deze ervaring is een onmiddellijk bewustzijn dat de mens van zichzelf heeft dat hij geheel afhankelijk is van God. Dit is het meest fundamentele kenmerk van ons bestaan.
Geloof staat volgens Schleiermacher naar zijn wezen geheel los van alle metafysica. En de religie moet ook niet gezocht worden in de moraal, zoals Kant meende, wiens filosofie een grote invloed op Schleiermacher had, hoewel hij deze niet kritiekloos overnam. Schleiermacher definieert religie als 'zin en smaak voor het Oneindige'. Hij probeert aan te tonen dat dit Oneindige niemand anders kan zijn dan de God van het christelijk geloof. Hoewel het gevoel voor het Oneindige volgens hem in alle religies terug te vinden is, biedt het christelijk geloof de hoogste vorm hiervan vanwege de centrale rol die Jezus in het christelijk geloof speelt.
Schleiermacher probeerde onder andere door taalgebruik dat aansloot bij zijn romantisch-pantheïstische tijdgenoten te bemiddelen tussen geloof en cultuur, waarbij hij zich in zijn publicaties vooral richtte op de ontwikkelde (Duits: 'gebildete') lezer. Deze poging mislukte, maar later vond zijn nieuwe inzet meer waardering in de theologie zelf. Schleiermacher is zeer invloedrijk geworden als de vader van de zogenoemde ervaringstheologie. Hij leerde immers dat we alleen maar God leren kennen door een analyse van onze religieuze ervaring. We kunnen ook alleen maar over God spreken vanuit ons menselijk bewustzijn.
In zijn theologie en filosofie neemt Schleiermacher een zelfstandige plaats in tussen Verlichting, Romantiek en het Duitse Idealisme.

## Godsdienstige vorming en Pedagogiek
Schleiermacher spreekt over een speciale ontvankelijkeid voor het Oneindige die elementair is voor het godsdienstige leven ('Sinn und Geschmack fürs Unendliche'). Aanschouwing en gevoel spelen een belangrijke rol. De religieuze inwerking kenmerkt zich niet door een vaste procedure. Alles speelt zich af in vrijheid. Dwang is vreemd aan religie. Het religieuze gevoel is onvergelijkbaar met andere gevoelens en zetelt in 'eine eigne Provinz im Gemüthe'. De goddelijke openbaring geschiedt in vrijheid en (opgroeiende) mensen kunnen een speciale ontvankelijkheid ontwikkelen. Aanvankelijk spreekt Schleiermacher over de taak van de opvoeder die hooguit negatief is, dat wil zeggen dat alles wat in dit opzicht belemmerend werkt moet worden tegengegaan. Later hecht hij ook veel waarde aan Bijbelse geschiedenis voor jonge kinderen. Bij voorkeur geïllustreerde uitgaven als voorbereiding op het eigen geloofsleven.
Schleiermacher heeft binnen het kader van de filosofie driemaal een serie colleges verzorgd over de pedagogiek: in 1813/14, 1820/21 en in 1826. Hij vraagt zich daarin allereerst af wat ‘opvoeding’ is, waar opvoeding plaatsvindt en waartoe. Met opvoeding is eigenlijk iedereen vertrouwd en de opvoeding is waarschijnlijk net zo oud als de mensheid zelf. Dat gebeurt in de eerste plaats in het gezin en niet volgens een theorie. Die opvoedingspraktijk heeft een eigen waardigheid: de zgn. Dignität der Praxis. De opvoedingstheorie krijgt bij hem de taak om die praktijk te begrijpen en te verbinden met de ethiek. De praktijk gaat dus aan de theorie vóóraf. Vanuit de theorie kan verduidelijkt en geadviseerd worden. Vooral voor de professionele opvoeding in scholen en opvoedingsinstellingen. In ruimer, cultuurfilosofisch opzicht heeft de opvoeding betekenis als cultuuroverdracht en cultuurvernieuwing. Het is een voortgaand proces in de omgang tussen de oudere en de jongere generatie. De samenleving behoort zich, volgens Schleiermacher, bewust te zijn van dit intergenerationele aspect en is daar ook verantwoordelijk voor. Net als  Jean Paul erkent Schleiermacher dat er eveneens wordt 'opgevoed' door de culturele omgeving en tijdgeest en dat er in de opzettelijke opvoeding getracht moet worden om 'boven de tijdgeest uit te stijgen'. In zijn opvoedingstheorie hanteert hij daarvoor dialectische redeneringen.
Vergeleken met de beschreven praktijkervaringen van Johann Heinrich Pestalozzi - een bekende tijdgenoot in de pedagogiek - is de pedagogische theorie van Schleiermacher vooral een academisch betoog. Zijn opvoedingstheorie is weliswaar gericht op cultuuroverdracht èn cultuurverandering, maar de uitwerking op de opvoedingssituatie blijft onvoorspelbaar en vaak per geval verschillend. 
De samenleving wordt door Schleiermacher verdeeld in vier cultuursferen: de staat, de kerk, het sociale leven (‘mensen onder elkaar’) en het domein van taal en wetenschap. Aan het eind van de opvoeding wordt het kind als het ware afgeleverd aan die cultuursferen. Ten slotte zijn er in de opvoedingspraktijk grofweg twee soorten van opvoedingsmethoden te onderscheiden: 1) preventieve en tegenwerkende activiteiten en 2) ondersteunende en ontwikkelende activiteiten. Bij de eerste activiteit gaat het om verbieden en voorkomen en in het uiterste geval om straf, en bij de tweede activiteit om ondersteuning en bemoediging van wenselijk gedrag. De ondersteunende opvoeding is volgens hem de ‘eigenlijke opvoeding’. Opvoedingshandelingen zijn gericht op orde, samenhang en volkomenheid in het leven 
van het kind en daarmee uiteindelijk ook in het zedelijk maatschappelijke leven.

## Interpretatie
Voor de interpretatie van zijn werk wordt in de gestaag toenemende Schleiermacher-literatuur steeds vaker verband gelegd met de Reformatie en de Verlichting en wordt Schleiermacher getypeerd als "een modern reformator". Ging het bij Luther nog om de vrijheid van een christen tegenover God (zonder tussenkomst van een geestelijke, en zaligheid 'door het geloof alleen' in plaats van 'door de werken'), bij Schleiermacher komt die vrijheid terug in de Verlichtingskenmerken van autonomie, zelfbeschikking en persoonlijke verantwoordelijkheid, die hij probeerde te verankeren in de theologie en de pedagogiek. Tijdens het jubileumcongres in Halle in 2017, 250 jaar na zijn geboorte, ging het daarom om het thema: 'Schleiermacher, reformatie en moderniteit'.